# Rangifer tarandus

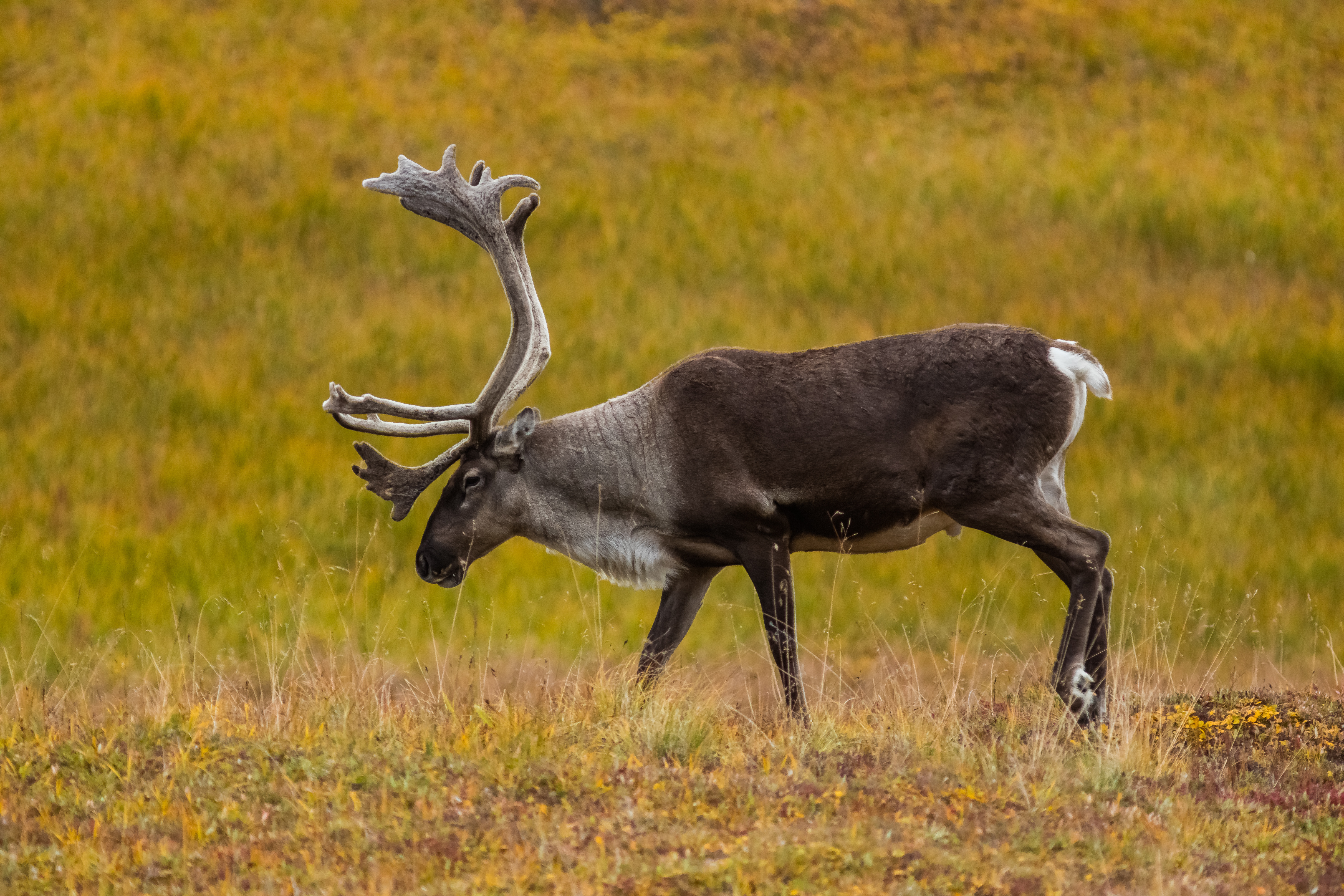
Ejemplar en el parque de Denali, Alaska (Estados Unidos).

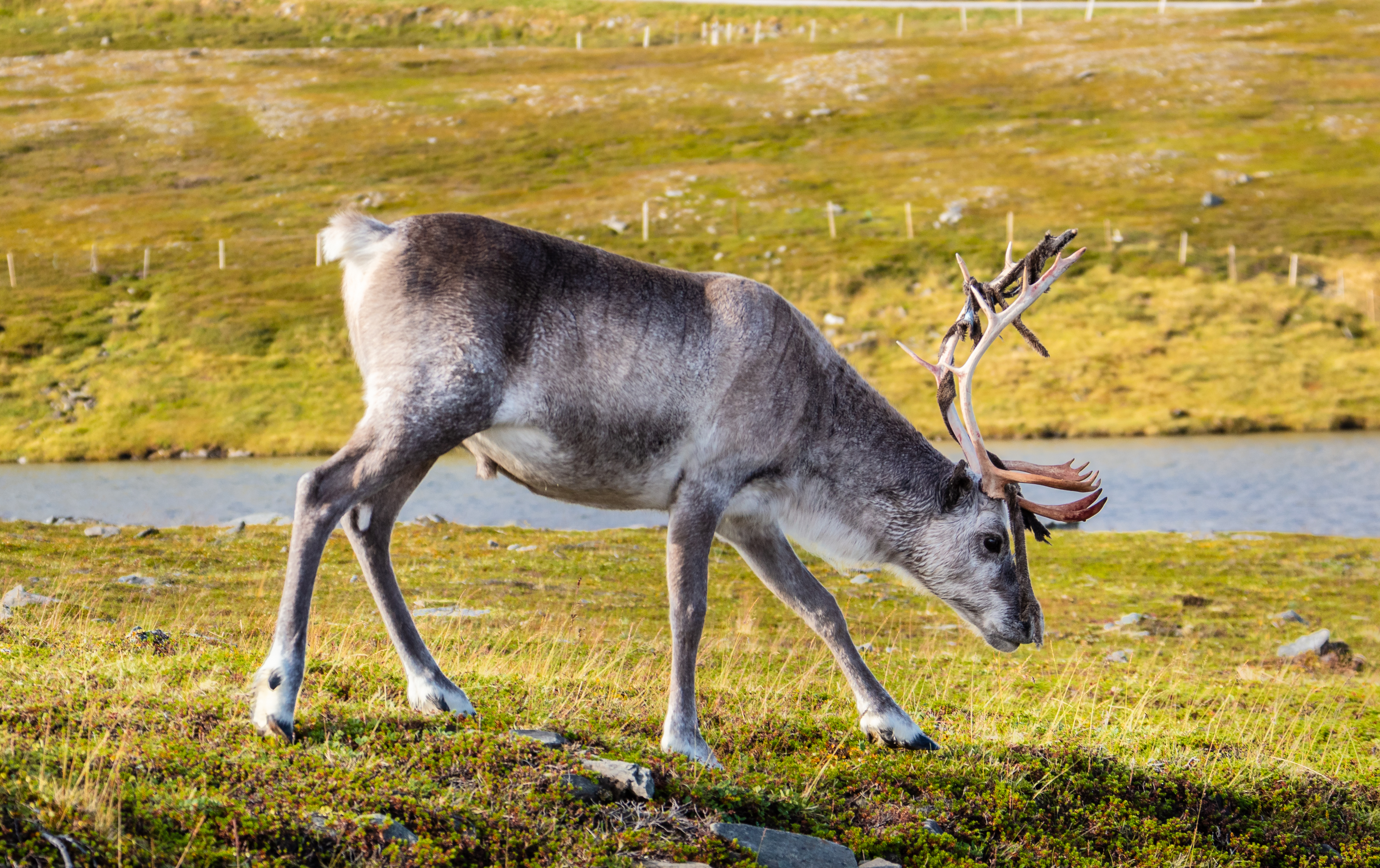
Ejemplar en Honningsvåg, Noruega.

El reno, también llamado caribú o ciervo navideño, es una especie  de mamífero artiodáctilo de la familia Cervidae cuyo hábitat originario son la tundra y taiga. Tiene numerosas subespecies a lo largo y ancho de su extensa área de distribución geográfica; las de mayor tamaño, como el caribú norteamericano, viven de forma temporal en los bosques, mientras que el caribú de los bosques es algo más pequeño. El reno del archipiélago de las Svalbard, con 68 cm de altura hasta la cruz, es la más pequeña. El caribú de la tundra es el que llega más al norte del continente americano.
Aunque es la única especie clasifica en cuatro subespecies de renos (en su mayoría, originarios de Eurasia) y cinco de caribúes (originarios de América).
Los renos varían mucho en tamaño y color, desde el más pequeño, el reno de Svalbard (R. (t.) platyrhynchus), hasta el más grande, el caribú de Osborn (R. t. osborni). Aunque los renos son bastante numerosos, algunas especies y subespecies están en declive y se consideran vulnerables. Son únicos entre los cérvidos (Cervidae) porque las hembras pueden tener cuernos, aunque la prevalencia de hembras con cuernos varía según las especies y subespecies.
Los renos son los únicos cérvidos semidomesticados con éxito a gran escala en el mundo, y tanto los renos salvajes como los domésticos han sido una importante fuente de alimento, ropa y refugio para los pueblos circumpolares y árticos a lo largo de la historia, y aún hoy se siguen cazando y pastoreando. En algunas leyendas tradicionales de Navidad, los renos de Papá Noel tiran de un trineo a través del cielo nocturno para ayudar a Papá Noel a entregar los regalos a los niños buenos en Nochebuena.

## Descripción
Los nombres siguen la convención internacional antes de la reciente revisión (véase Taxonomía más abajo). Los renos/caribúes (Rangifer) varían en tamaño desde el más pequeño, el reno de Svalbard (R. (t.) platyrhynchus), hasta el más grande, el caribú de Osborn (R. t. osborni). También varían en el color del pelaje y la arquitectura de la cornamenta.
El área de distribución norteamericana del caribú se extiende desde Alaska a través del Yukón, los Territorios del Noroeste y Nunavut a lo largo de la tundra, la taiga y el bosque boreal y hacia el sur a través de las Montañas Rocosas canadienses. De las ocho subespecies clasificadas por Harding (2022) en el caribú ártico (R. arcticus), el caribú migratorio de tierra firme del Ártico de Alaska y Canadá (R. t. arcticus), veranea en la tundra e inverna en la taiga, una zona forestal de transición entre el bosque boreal y la tundra; el caribú de Peary nómada (R. t. pearyi) vive en el desierto polar del archipiélago del Alto Ártico y el caribú de Grant (R. t. granti) vive en el extremo occidental de la Península de Alaska y las islas adyacentes; las otras cuatro subespecies, el caribú de Osborn (R. t. osborni), el caribú de Stone (R. t. stonei), el caribú de las Montañas Rocosas (R. t. fortidens) y el caribú de las Montañas Selkirk (R. t. montanus) son todas de montaña. El extinto caribú insular de las islas Queen Charlotte (R. t. dawsoni), vivía en la isla Graham en Haida Gwaii (antiguamente conocidas como islas Queen Charlotte).
El caribú de los bosques boreales (R. t. caribou), vive en los bosques boreales del noreste de Canadá: el caribú de Labrador o Ungava del norte de Quebec y del norte de Labrador (R. t. caboti), y el caribú de Terranova de Newfoundland (R. t. terranovae) se han encontrado genéticamente en el linaje del caribú de bosque.
En Eurasia, tanto los renos salvajes como los domésticos se distribuyen por la tundra y la taiga. Los renos de montaña euroasiáticos (R. tarandus tarandus) se asemejan genética y visualmente a los caribús norteamericanos, pero presentan suficientes diferencias como para justificar su división en dos especies. El reno insular de Svalbard, único en su género, habita en el archipiélago de Svalbard. El reno de los bosques finlandeses (R. t. fennicus) está distribuido irregularmente en las zonas de bosques de coníferas desde Finlandia hasta el este del lago Baikal: el reno de los bosques siberianos (R. t. valentinae, antes llamado reno de los montes Busk (R. t. buskensis) por los taxónomos americanos) ocupa los montes Altái y Ural.
A los renos machos ("toros") y hembras ("vacas") les puede crecer la cornamenta anualmente, aunque la proporción de hembras a las que les crece varía mucho entre poblaciones. La cornamenta suele ser más grande en los machos. La arquitectura de la cornamenta varía según las especies y subespecies y, junto con las diferencias de pelaje, a menudo se puede utilizar para distinguir entre especies y subespecies (véase ilustraciones en Geist, 1991 y Geist, 1998).

## Distribución
Los renos o caribúes se encuentran en su rango natural en el norte de Fenoscandia, en Rusia, Groenlandia, Canadá y Alaska. En 1952 fueron reintroducidos en Escocia donde se habían extinguido en el siglo X. En 1905 fueron introducidos algunos ejemplares de Laponia en las Islas Georgias del Sur en el Atlántico sur y en las islas Kerguelen e incluso en la "Austrandia" (extremo sur del archipiélago Fueguino), donde se han adaptado a las condiciones de vida existentes.[cita requerida] También se han introducido en Islandia.
Han sido domesticados principalmente en el norte de Escandinavia y Rusia por aborígenes como los lapones y los nenets. En el caso de los sami la ganadería masiva de renos se desarrolló entre los siglos XVI y XVIII. En Suecia, Finlandia y Noruega prácticamente todos los renos tienen dueño y en esos países la ganadería de reno es estrictamente regulada y reservada para los lapones. En Norteamérica, Groenlandia e Islandia se encuentran principalmente en estado salvaje.

## Anatomía
El peso de la hembra varía entre los 60 y 170 kg. En algunas subespecies de reno el macho es ligeramente más grande, en otras el macho puede alcanzar los 300 kg (caribú de los bosques). El reno común del norte de Europa alcanza una altura en la cruz de 110 cm y un peso de 150 kg. Ambos sexos poseen astas (el corto pedúnculo lleva una pequeña roseta), en los machos de gran tamaño y muy ramificadas, las cuales pueden tener membranas óseas entre las ramas. El muy espeso pelaje se convierte en el cuello en una especie de melena. El pelaje de verano es corto y oscuro. Puede abrir mucho las pezuñas, incluso las pezuñas laterales rozan el suelo. La amplia superficie de su pisada le dificulta el hundirse en el blando suelo. Las plantas de las pezuñas se renuevan durante el invierno. El borde de las pezuñas, que sobresale más, le procura mejor sostén al animal en el hielo y en la nieve. Cuando el reno camina se produce un ruido parecido a un chisporroteo, debido a los movimientos de los tendones. Es la única especie de ciervo en la que ambos sexos poseen astas, pero a los machos viejos (en Escandinava) se les caen en diciembre, a los jóvenes machos en primavera y a las hembras durante el verano. Los domésticos tienen patas más cortas y son más pesados que sus parientes salvajes.
La tundra y las zonas septentrionales de la taiga (bosque de coníferas) constituyen el hábitat de los renos de los bosques o de las tundras. En los Urales se ha registrado la población de renos más meridional en los 52 grados de latitud. Los renos de las tundras se limitan a realizar breves nomadeos, mientras que los renos de los bosques de Siberia y los caribús de Norteamérica se ven obligados a recorrer, según las estaciones del año, varios centenares de kilómetros. Durante el invierno permanecen en la zona forestal, mientras que durante el verano se trasladan a la tundra, a efectos de aprovecharse de la época de vegetación de los pastos. Si la plaga de mosquitos se hace insoportable, los renos se trasladan a mayor altura, hacia las montañas. Estos rebaños trashumantes se componen de varios miles de animales. Los grupos suelen estar formados por unos 20 renos. los machos adultos son a veces animales solitarios. El reno es un excelente nadador y atraviesan, perfectamente corrientes fluviales e incluso brazos de mar. Sus depredadores naturales son los lobos, los osos pardos, los osos polares, los  linces y los glotones. Las águilas reales y los zorros depredan sobre todo a los terneros. También han de padecer la acción de los parásitos. En la piel del lomo se posan las larvas de las moscas zumbadoras, las cuales incluso llegan a perforar la piel de los renos.
La brama de reno empieza durante el otoño y, para incrementar la potencia de sus bramidos se les hincha un gran saco laríngeo. Los machos luchan entre sí. Un macho reúne en torno suyo a unas 12 hembras, a las que conduce incansablemente. Los terneros nacen después de una gestación de 200-240 días. Las hembras tienen 4 mamas. Suelen parir 1 o 2, excepcionalmente 4 terneros. Las crías son depositadas en un lugar seco y a los pocos minutos de haber nacido empiezan a mamar, muchas veces incluso aún echadas. La madre expulsa a los congéneres de las proximidades de su ternero. El reno alcanza la madurez sexual al año de edad.
Son rumiantes, y por tanto tienen un estómago de cuatro cavidades. Principalmente comen, hojas de sauce y abedul enano, y líquenes (los "líquenes de los renos" cetraria y cladonia) en invierno; aunque también comen juncias y hierbas. incluso ingieren plantas venenosas, como ranúnculos de los glaciares. Para buscar su comida, los renos arañan con sus pezuñas delanteras la nieve hasta encontrar alimento. Además pueden llegar a comer pequeños roedores y aves, así como huevos.

### La visión ultravioleta de los renos
Los renos del ártico tienen una visión que se extiende más allá del espectro visible, hasta el ultravioleta próximo. El ojo humano es capaz de percibir longitudes de onda comprendidas entre los 700 nanómetros (que corresponde al rojo) y los 400 nanómetros (que corresponde al violeta). El ojo del reno consigue ver hasta longitudes de onda de 350-320 nanómetros, sin que, aparentemente, esta capacidad les afecte.
En los seres humanos y en buena parte de los otros animales, la córnea y el cristalino impiden el pasaje de los rayos UV particularmente fuertes en las altas latitudes y en presencia de nieve. Estos rayos pueden afectar el ojo.
Los investigadores estiman que la visión UV pueda ser útil para distinguir el alimento y los predadores en la blanca inmensidad del invierno ártico. Los líquenes, que es su alimento y los lobos, uno de sus enemigos naturales, deberían ser percibidos en negro, a los ojos de los renos.

## Población
En estado salvaje emigra en grandes rebaños entre las zonas de cría y las zonas de invernada. Sus anchas pezuñas le ayudan a moverse por la nieve o la tundra, e incluso cuando nada. Cerca de 1 millón viven en Alaska, y un número similar habita en Canadá.
Se han estimado unos 3 a 5 millones domesticados y 4 millones en estado salvaje. De estos, tres cuartas partes de los silvestres están en América del Norte y un 75 % de los domésticos en Eurasia.
De los que viven en Europa, destacan los que habitan Laponia. Solo en la Laponia finlandesa se tienen contabilizados unos 200.000 renos, de los cuales la mayoría viven en libertad. Esta condición implica también que ocasionen accidentes de tráfico y, de hecho, cada año mueren unos 4.000 renos en la región finlandesa tras ser atropellados.
Los machos normalmente se separan de la manada y son solitarios, quedando principalmente hembras lo que propicia rebaños matriarcales.

## Subespecies
Se han descrito las siguientes subespecies:
- Rangifer tarandus tarandus L. 1758 - Noruega
- Rangifer tarandus buskensis
- Rangifer tarandus caboti Gmelin, 1788 - Sur de Canadá y Noroeste de Estados Unidos
- Rangifer tarandus caribou
- Rangifer tarandus dawsoni
- Rangifer tarandus fennicus Lönnberg, 1909 - Finlandia y Noroeste de Rusia
- Rangifer tarandus groenlandicus L. 1767 - Alaska, Norte de Canadá y Este de Groenlandia
- Rangifer tarandus osborni
- Rangifer tarandus pearsoni Lydekker, 1903 - Novaya Zemlya (Rusia)
- Rangifer tarandus pearyi J. A. Allen, 1902 - Islas árticas canadienses
- Rangifer tarandus phylarchus Hollister, 1912 - Rusia oriental
- Rangifer tarandus platyrhynchus Vrolik, 1829,  con 68 cm de altura hasta la cruz es la subespecie más pequeña. Endémico de Svalbard
- Rangifer tarandus sibiricus Murray, 1866 - Norte de Rusia e islas árticas rusas
- Rangifer tarandus terraenovae
- Rangifer tarandus granti

## Su presencia en la cultura
El reno desempeñó un papel importante no solo como pieza de caza sino también como objeto de arte durante la denominada «cultura del cazador de renos», correspondiente al periodo glacial. Se ha podido comprobar que el reno se convirtió en animal doméstico de los lapones a partir del siglo IX. Algunas tribus del norte de Siberia también han domesticado al reno. Por el contrario, el reno no es un animal fácil de cuidar y criar en los parques zoológicos.
Además, los renos destacan por su presencia en la cultura navideña, a través de los renos navideños, que se encargarían de tirar el trineo de Santa Claus.